# Sonet Elers
Sonet Elers (engl. Sonette Ehlers; 1948 – ) inovatorka je Rape axe, prvog kondoma protiv silovanja.
Život u Južnoafričkoj republici, zemlji sa najvećim brojem silovanja na svetu, inspirisao je Sonet da razmisli na koji način da reši ovaj veliki problem. Radeći u Zavodu za transfuziju krvi, Sonet je često bila suočena za žrtvama silovanja. Jedna od žrtava silovanja izjavila je da joj je žao što nije imala “oštre zube” na vagini, što je navodno presudno uticalo na način na koji je osmišljen Rape axe.
Ono što je sigurno uticalo na Sonet je činjenica da skoro 2 miliona žena godišnje u Južnoafričkoj republici, postane žrtva silovanja.
Rizikujući javne osude od strane pojedinih muškaraca, pa čak i pojedinih grupacija za prava žena, Sonet je odlučila da deluje brzo i efikasno, baš kao što deluje i njen izum u situacijama silovanja. 
Rape axe je oblika i veličine tampona, ali poseduje mehanizam koji kod silovatelja izaziva neprijatnost i te može biti lako uklonjen samo hirurškim zahvatom. Sonet tvrdi da izum pre svega štiti žrtvu od dugoročnih psihičkih posledica silovanja i time je u potpunosti opravdan. Pored toga, ne može da izazove bilo kakav fizički poremećaj ili posledicu, ni kod žene ni kod muškarca. 
Jedine neprijatnosti sa kojima silovatelj treba da se suoči su neprijatan osećaj tokom pokušaja silovanja i neprijatan osećaj suočavanja sa posledicama krivičnog dela kod nužnog odlaska kod hirurga. 
Ovaj izum, izazvao je mnoge polemike u javnosti. Neke ženske organizacije su ga smatrale “srednjovekovnim” vidom borbe, a neki muškarci su zahtevali zakonsku zabranu korišćenja Rape axe-a jer se takav, ozbiljan problem rešava u institucijama, vladinim merama, uz efikasniju policiju, a ne “besmislenim izumima”. 
Sonet je nakon lansiranja izuma izjavila da muškarce voli i da čak ni silovatelje ne mrzi, ali da se nada da će njen izum povratiti deo moći ženama, kako bi bile ravnopravne sa muškarcima. 